# Zbędni ludzie
Zbędni ludzie (ros. Лишний человек (czyt. lisznij cziełowiek) – zbędny człowiek/ dziwny bohater/ człowiek niepotrzebny)- XIX-wieczny typ bohatera literatury rosyjskiej charakteryzujący się szlacheckim pochodzeniem (książę, hrabia, szlachcic), dominacją intelektu nad zdolnością do czynu, bezczynnością, zagubieniem w życiu, wyniosłością, poszukiwaniem przygody. Sądzili, że ich wysoki iloraz inteligencji zapewni im świetlaną przyszłość, a kończyli tragicznie, niekiedy przedwczesną śmiercią. Postawa bezczynności była świadomym wyborem, odpowiedzią na bezsilność, często wynikającą z braku możliwości zmieniania ówczesnej rzeczywistości społeczno-politycznej.
Tytuły w których występują znani zbędni ludzie literatury rosyjskiej:
1. Eugeniusz Oniegin „Eugeniusz Oniegin” Puszkina;
2. Pieczorin „Bohater naszych czasów” Lermontowa;
3. „Kto winien?” Hercena;
4. „Sasza” Niekrasowa;
5. „Szlacheckie gniazdo” Turgieniewa;
6. Dymitr Mikołajewicz Rudin „Rudin” Turgieniewa;
7. „Hamlet powiatu szczygrowskiego” Turgieniewa;
8. „Dziennik człowieka niepotrzebnego” Turgieniewa;
9. Bazarow „Ojcowie i dzieci” Turgieniewa;
10. Ilia Iljicz Obłomow „Obłomow” Gonczarowa;
11. Mikołaj Stawrogin „Biesy” Dostojewskiego.